# Борогол
Борогол (рос. Борогол) — улус Баргузинського району, Бурятії Росії. Входить до складу Сільського поселення Хілганайське.
Населення — 288 осіб (2015 рік).